# Walker (бренд)
Walker — українська мережа із 19 мультибрендових магазинів.
25 жовтня 2011 року бренд Walker був офіційно зареєстрований в Україні.
Walker спеціалізується на продажу взуття та аксесуарів світових брендів преміум-класу. Walker заснували у 2011 році в компанії MD Fashion. Вона швидко стала частиною українського fashion-ринку. Згодом бренд з’явився і за межами країни — зокрема в Казахстані. Слоган бренду: Walker – твоя природа стилю.
Walker пропонує взуття та аксесуари  від 15 брендів преміум-сегменту: Tommy Hilfiger , Tommy Jeans, Calvin Klein, Michael Kors, Karl Lagerfeld, Diesel, Guess, Replay, Pepe Jeans, GANT, New Balance, DKNY, PRPY, Cerruti 1881, Bikkembergs.
Станом на 2025 рік Walker має 6 магазинів в Києві, 4 магазини в Одесі, 3 магазини у Львові, 2 магазини у Дніпрі, по одному магазину в Миколаєві, Запоріжжі, Сумах та Чернівцях. 

## Історія
У 2010 році відкрився перший магазин Walker на вулиці Дерибасівській в Одесі. 
У 2011 році відкрилися ще 4 магазини в Одесі (Fontan Sky Center), Дніпрі (ТРЦ Caravan, Passage) та Києві (Sky Mall, Dream Town). 
У грудні 2011 року магазин Walker відкрився у новому ТРЦ AVE Plaza у Харкові.
У 2012 році було відкрито магазин у ТРЦ Ocean Plaza у Києві.
У 2013 році нові магазини з'явилися в Миколаєві (City Center) та Одесі. Також Walker почав ексклюзивно продавати італійський бренд Barleycorn.
У 2014 році Walker заявив, що уклав угоду про відкриття магазину у ТРЦ Respublika в Києві. Бренд почав представляти на українському ринку бренди Polo Ralph Lauren, Colors of California, Lilly's Closet. У травні Walker взяв участь у благодійному проєкті FashionABLE Shopping у ТРЦ Sky Mall. У серпні було анонсовано відкриття магазину у львівському ТРЦ King Cross Leopolis.
У 2015 році відкрився магазин у ТРЦ City Mall у Запоріжжі.
У 2016 році Walker відкрив магазини у київських ТРЦ «Проспект», «РайON», Lavina Mall та Gulliver, а також у львівському ТРЦ King Cross Leopolis. Бренд представив рекламні кампанії «Летючою ходою» та «Вище хмар».
У 2017 році була презентована колекція No rules – Walk your way. До середини року Walker мав уже 19 магазинів у містах України. У червні Lavina Mall зафіксував +42% зростання продажів Walker.
У 2018 році була представлена весняно-літня колекція у відеоформаті. Також було анонсовано відкриття магазину в ТРЦ River Mall.
У 2019 році стартувала рекламна кампанія «Хочу ще». Відкрилися нові магазини в River Mall, Blockbuster Mall. У жовтні анонсовано відкриття магазину у ТРЦ Retroville.
У 2020 році магазин Walker відкрився у ТРЦ Retroville.
У 2021 році Walker відкрив магазин у ТРЦ Respublika Park у Києві. На разі цей магазин зачинений.
У 2024 році, 30 березня, відбулося повторне відкриття магазину Walker у ТРЦ City Center в Миколаєві.

## Рекламні кампанії
Walker реалізував кілька знакових кампаній:
- #iwokeupinwalker — з дизайнером FROLOV Нікітою Середою та стилісткою Анною Зосімовою[32];
- No Rules — Walk Your Way (2017)[20];
- Весна-літо 2019 — кампанія «Хочу ще!»[23].

## Колаборації
Walker співпрацював із відомими медійними особами та блогерами. Зокрема, бренд працював із Діаною Глостер, яка брала участь у рекламних кампаніях Walker. 
Микита Добринін виступав амбасадором бренду, беручи участь у промоакціях і соціальних медіа проєктах. 
Дар'я Трегубова долучалась до презентацій нових колекцій Walker.
Анатолій Анатоліч знімався у рекламних відео бренду. 
Євген Кот створював контент із демонстрацією трендів Walker. Блогерка Аліна Френдій публікувала lifestyle-контент із використанням продукції бренду. 
Рита Мурадова організовувала інтерактивні акції для підписників Walker. 
Слава Зоря виконувала функції бренд-амбасадора у регіональних проектах. 
Олена Гілка робила огляди нових колекцій Walker у своїх блогах.

## Соціальна активність
Walker брав участь у благодійному проєкті FashionABLE Shopping, який був спрямований на підтримку людей з особливими потребами через продаж стильного взуття та аксесуарів у торговельних центрах. 
Крім того, Walker є одним із ключових fashion-орендарів найбільших торговельних центрів України, що свідчить про значну присутність бренду на ринку рітейлу країни.